# Catedral de Santa María de la Asunción (Saginaw)
La Catedral de Santa María de la Asunción  (en inglés: Cathedral of St. Mary of the Assumption) también conocida como la catedral de Santa María, es una catedral católica ubicada en Saginaw, Michigan, Estados Unidos. Es la sede de la diócesis de Saginaw.
La parroquia de Santa María fue fundada en 1853 por el Rev. Henry J. H. Schutjes como una misión de la parroquia San José en Bay City. El primer edificio de la iglesia se dedicó el mismo año y el segundo edificio de la iglesia fue construido diez años más tarde. Santa María se convirtió en una parroquia en 1866 y el Rev. Francis T. Van der Bom fue nombrado su primer pastor.
La construcción de la actual iglesia se inició en 1901 y se terminó en 1903. El tercer edificio de la iglesia fue dedicado el 23 de julio de 1903. La Iglesia de Santa María se convirtió en la catedral de la diócesis de Saginaw, cuando se estableció por el Papa Pío XI el 26 de febrero de 1938.